# Châteauneuf-les-Bains
Châteauneuf-les-Bains è un comune francese di 305 abitanti situato nel dipartimento del Puy-de-Dôme nella regione dell'Alvernia-Rodano-Alpi.

## Società

### Evoluzione demografica
Abitanti censiti